# 富永貞義
富永 貞義（とみなが さだよし、1947年1月24日 - ）は、日本の男性アニメーター（廃業）、キャラクターデザイナー。大阪府出身。文星芸術大学非常勤講師。元「トミプロダクション」主宰。

## 来歴
元々絵画志望であったが、近所に貧乏な絵描きが居た事から絵描きでは食べていけないと知り、新聞広告に募集が出ていたサンプロダクションに応募し入社。同期には山口泰弘がいる。
研修期間中に『ビッグX』の動画を担当し、『オバケのQ太郎』の原動画を経験した。『オバケのQ太郎』終了後に木下蓮三が上京し成功したのを知り、山口泰弘や白梅進らと共に東京へと上京した。
東京ムービーの下請けに参加していた映音に入社し、『ウメ星デンカ』や『珍豪ムチャ兵衛』まで映音にて活動した。
『いじわるばあさん』参加時に、当初参加していた作画監督が問題を起こしていた事から急遽代理を頼まれ、メインスタッフとして深く関わっていた。
その際に収入が増えた事からナックの西野聖市から税金対策としてプロダクション設立を進言され、トミプロダクションを設立する。
『元祖天才バカボン』以降は東京ムービーの元請作品減少の影響を受け、荒木伸吾の紹介で東映動画（現：東映アニメーション）の作品に参加する。
後に広岡修の紹介でオカスタジオの作品に参加。オカスタジオ設立前には広岡がトミプロに机を借り、『宇宙戦艦ヤマト』の作業をトミプロで行っていた事もあった。
諸事情によりオカスタジオの仕事から外れ、トミプロを休業状態にする予定であったが、スタッフを食べさせていくために再稼働を余儀なくされた。
その際、シンエイ動画の楠部三吉郎から放送が決定する前の『ドラえもん』に誘われ、正式に決定するまで『おれは鉄兵』に参加する事となった。
その後はシンエイ動画を主軸として活動するようになり、『ドラえもん』を始めとした藤子アニメ作品に数多く関わった。
特に『映画ドラえもん』には第2作目から第23作目まで作画監督として長らく関わっている。
2002年の『のび太のロボット王国』制作時に腎盂腎炎を発病。映画ドラえもんを降板し、翌年の2003年は短編作品の『Pa-Pa-Pa ザ★ムービー パーマン』に移る事となった。
2007年には悪性リンパ腫のステージ4が発覚し、スタジオ維持の困難を受けてトミプロを解散。その際に『ドラえもん』の作画監督を降板している。2008年からはシンエイ動画嘱託アニメーターとして現場復帰し、再び『ドラえもん』に参加。新作の藤子アニメにもキャラクターデザインなどで関与した。
2025年現在はアニメーターを引退している。ただし、本多敏行の呼び掛けにより、同じく引退した中村英一と共に『小さなジャムとゴブリンのオップ』（2024年制作）で一作限りのアニメーター復帰を果たした。
富永曰く、トミプロでは、普段スタッフは自宅で作業をし、仕事が大詰めの時にはスタジオに結集するというスタイルをとっているという。

## 主な参加作品

### テレビアニメ
- ビッグX（1964年 - 1965年、動画）
- オバケのQ太郎（第1作：1965年 - 1967年、作画）
- ロボタン（第1作：1966年 - 1968年、作画）
- 珍豪ムチャ兵衛（1971年、作画）
- アパッチ野球軍（1971年 - 1972年、作画）
- 新オバケのQ太郎（1971年 - 1972年、原画）
- ハゼドン（1972年-1973年、原画）
- ど根性ガエル（1972年-1974年、原画）
- エースをねらえ!（1973年、作画）
- ジャングル黒べえ（1973年、原画）
- 柔道讃歌（1974年、作画監督）
- 魔女っ子メグちゃん（1974年-1975年、原画）
- まんが日本昔ばなし（1975年-1995年、作画）
- 元祖天才バカボン（1975年-1977年、原画）
- 鋼鉄ジーグ（1975年-1976年、作画監督）
- 一休さん（1975年-1982年、作画監督）
- 氷河戦士ガイスラッガー（1977年、作画監督、キャラクターデザイン）
- おれは鉄兵（1977年-1978年、作画監督）
- アローエンブレム グランプリの鷹（1977年-1978年、作画監督）
- まんが日本絵巻（1977年-1978年、作画）
- 若草のシャルロット（1977年-1978年、作画監督）
- まんが偉人物語（1977年-1978年、演出、作画）
- 一球さん（1978年、総作画監督、キャラクターデザイン）※本多敏行と共同
- 宇宙魔神ダイケンゴー（1978年、原画）
- まんがはじめて物語（1978年-1984年、作画）
- はいからさんが通る（1978年-1979年、作画監督[4]）
- こぐまのミーシャ（1979年-1980年、作画監督）
- ドラえもん（第2作第1期：1979年-2005年、作画監督）※放送初期は絵コンテも担当していた。
- あしたの勇者たち（1979年、原画）
- フウムーン（1980年、原画[5]）
- 闇の帝王 吸血鬼ドラキュラ（1980年、原画）
- Dr.スランプ アラレちゃん（1981年-1986年、作画監督）
- 忍者ハットリくん（1981年-1987年、作画監督）
- パーマン（第2作：1983年-1985年、キャラクターデザイン、総作画監督）
- へーい!ブンブー（1985年-1986年、作画監督）
- オバケのQ太郎（第3作：1985年-1987年、キャラクターデザイン、総作画監督）※森下圭介と共同
- エスパー魔美（1987年-1989年、キャラクターデザイン、総作画監督）※堤規至と共同
- チンプイ（1989年-1991年、キャラクターデザイン、総作画監督）※堤規至と共同
- ちびまる子ちゃん（1990年-1992年、作画監督）
- クマのプー太郎（1995年-1996年、作画監督）
- ドラえもん（第2作第2期：2005年-2017年、作画監督、キャラ設定）
- NINJAハットリくんリターンズ（2012年-2013年 / 2014年 / 2016年、キャラクターデザイン、プロップデザイン）
- 笑ゥせぇるすまんNEW（2017年、作画監督）

### 劇場アニメ
- グレートマジンガー対ゲッターロボ（1975年、原画）
- これがUFOだ!空飛ぶ円盤（1975年、作画監督）
- ドラえもんシリーズ
  - ドラえもん のび太の恐竜（1980年、原画）
  - ドラえもん のび太の宇宙開拓史（1981年、キャラクターデザイン・作画監督）
  - ドラえもん のび太の大魔境（1982年、キャラクターデザイン・作画監督）
  - ドラえもん のび太の海底鬼岩城（1983年、キャラクターデザイン・作画監督）
  - ドラえもん のび太の魔界大冒険（1984年、キャラクターデザイン・作画監督）
  - ドラえもん のび太の宇宙小戦争（1985年、キャラクターデザイン・作画監督）
  - ドラえもん のび太と鉄人兵団（1986年、キャラクターデザイン・作画監督）
  - ドラえもん のび太と竜の騎士（1987年、キャラクターデザイン・作画監督）
  - ドラえもん のび太のパラレル西遊記（1988年、キャラクターデザイン・作画監督）
  - ドラえもん のび太の日本誕生（1989年、キャラクターデザイン・作画監督）
  - ドラえもん のび太とアニマル惑星（1990年、キャラクターデザイン・作画監督）
  - ドラえもん のび太のドラビアンナイト（1991年、キャラクターデザイン・作画監督）※渡辺歩と共同
  - ドラえもん のび太と雲の王国（1992年、キャラクターデザイン・作画監督）※渡辺歩と共同
  - ドラえもん のび太とブリキの迷宮（1993年、キャラクターデザイン・作画監督）
  - ドラえもん のび太と夢幻三剣士（1994年、キャラクターデザイン・作画監督）
  - ドラえもん のび太の創世日記（1995年、キャラクターデザイン・作画監督）
  - ドラえもん のび太と銀河超特急（1996年、キャラクターデザイン・作画監督）
  - ドラえもん のび太のねじ巻き都市冒険記（1997年、キャラクターデザイン・作画監督）
  - ドラえもん のび太の南海大冒険（1998年、キャラクターデザイン・作画監督）
  - ドラえもん のび太の宇宙漂流記（1999年、キャラクターデザイン・作画監督）
  - ドラえもん のび太の太陽王伝説（2000年、キャラクターデザイン・作画監督）
  - ドラえもん のび太と翼の勇者たち（2001年、キャラクターデザイン・作画監督）
  - ドラえもん のび太とロボット王国（2002年、キャラクターデザイン・作画監督）
- Pa-Pa-Pa ザ☆ムービー パーマン（2003年、キャラクターデザイン・作画監督）
- Pa-Pa-Pa ザ★ムービー パーマン タコDEポン!アシHAポン!（2004年、キャラクターデザイン・作画監督）
- 教育8ミリ映画 森のはずれしゃっくりのぼうけん
- 小さなジャムとゴブリンのオップ（2024年、作画）